# Левкуда
Левкуда или Кавак (на гръцки: Λευκούδα, до 1927 Καβάκι, Каваки) е село в Гърция, част от дем Бешичко езеро (Волви) в област Централна Македония със 169 жители (2001).

## География
Левкуда е разположено в северното подножие на Бешичката планина (Ори Волви), над Бешичкото езеро (Волви).

## История
В XIX век Кавак е турско село в Лъгадинска каза на Османската империя. Към 1900 година според статистиката на Васил Кънчов („Македония. Етнография и статистика“) в Кавакъ Махала живеят 130 жители турци.
След Междусъюзническата война в 1913 година Кавак попада в Гърция. В 1927 година името е преведено на гръцки като Левкуда. В 1913 година селото (Καβάκι) има 164 жители.
През 20-те години турското население на селото се изселва и на негово място са настанени гърци бежанци. Според преброяването от 1928 година Левкуда е чисто бежанско село със 19 бежански семейства с 94 души.
В 1955 година е построена църквата „Свети Георги“.